# Chelonus zorkuli
Chelonus zorkuli är en stekelart som först beskrevs av Vladimir Ivanovich Tobias 1991.  Chelonus zorkuli ingår i släktet Chelonus och familjen bracksteklar. Inga underarter finns listade i Catalogue of Life.